# 絶対矛盾的自己同一

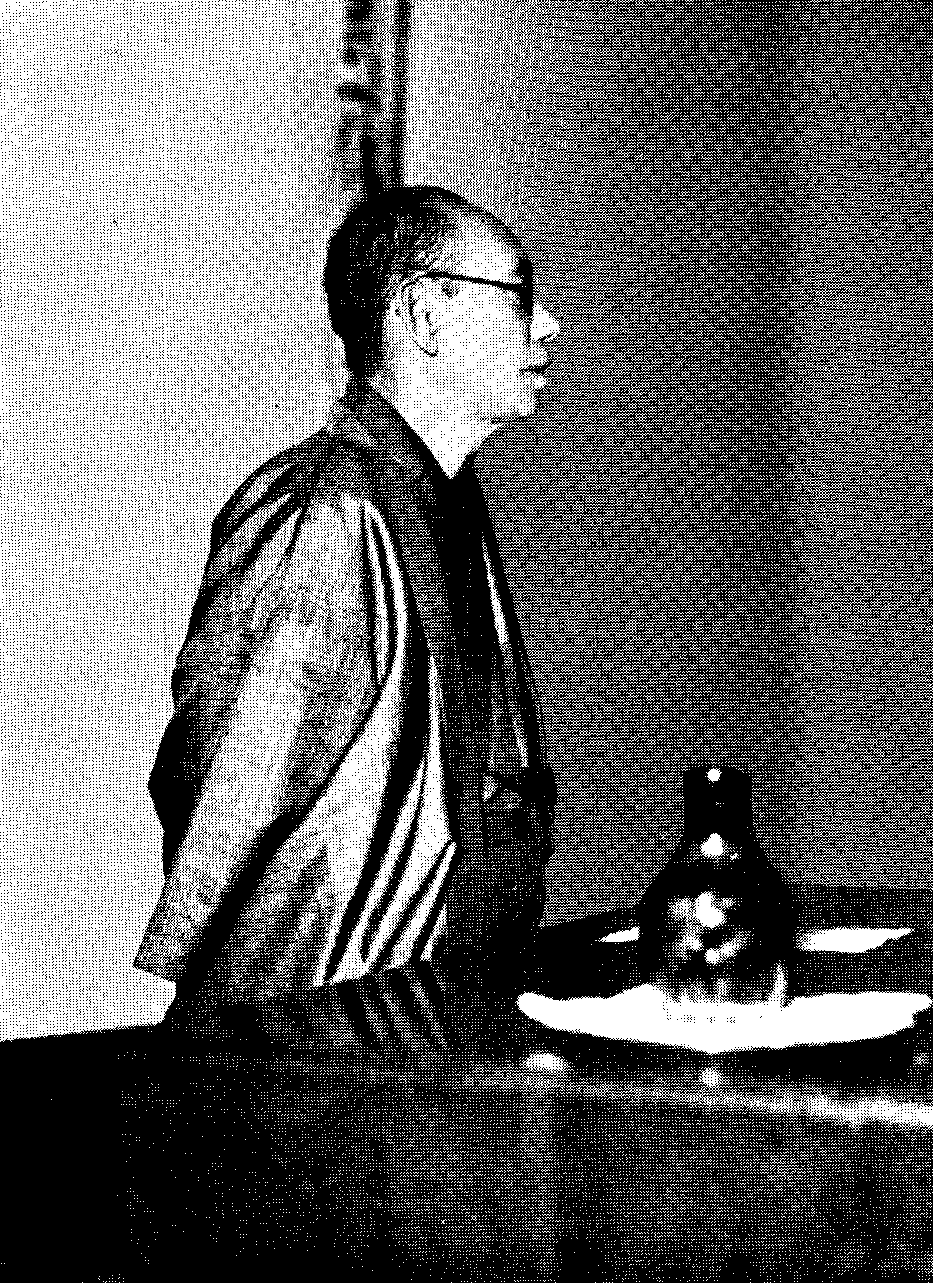
1939年頃の西田幾多郎

「絶対矛盾的自己同一」（ぜったいむじゅんてきじこどういつ）は、日本の哲学者・西田幾多郎が1939年（昭和14年）に発表した論文のタイトルであるとともに、西田幾多郎の思想の一つである。

## 概要

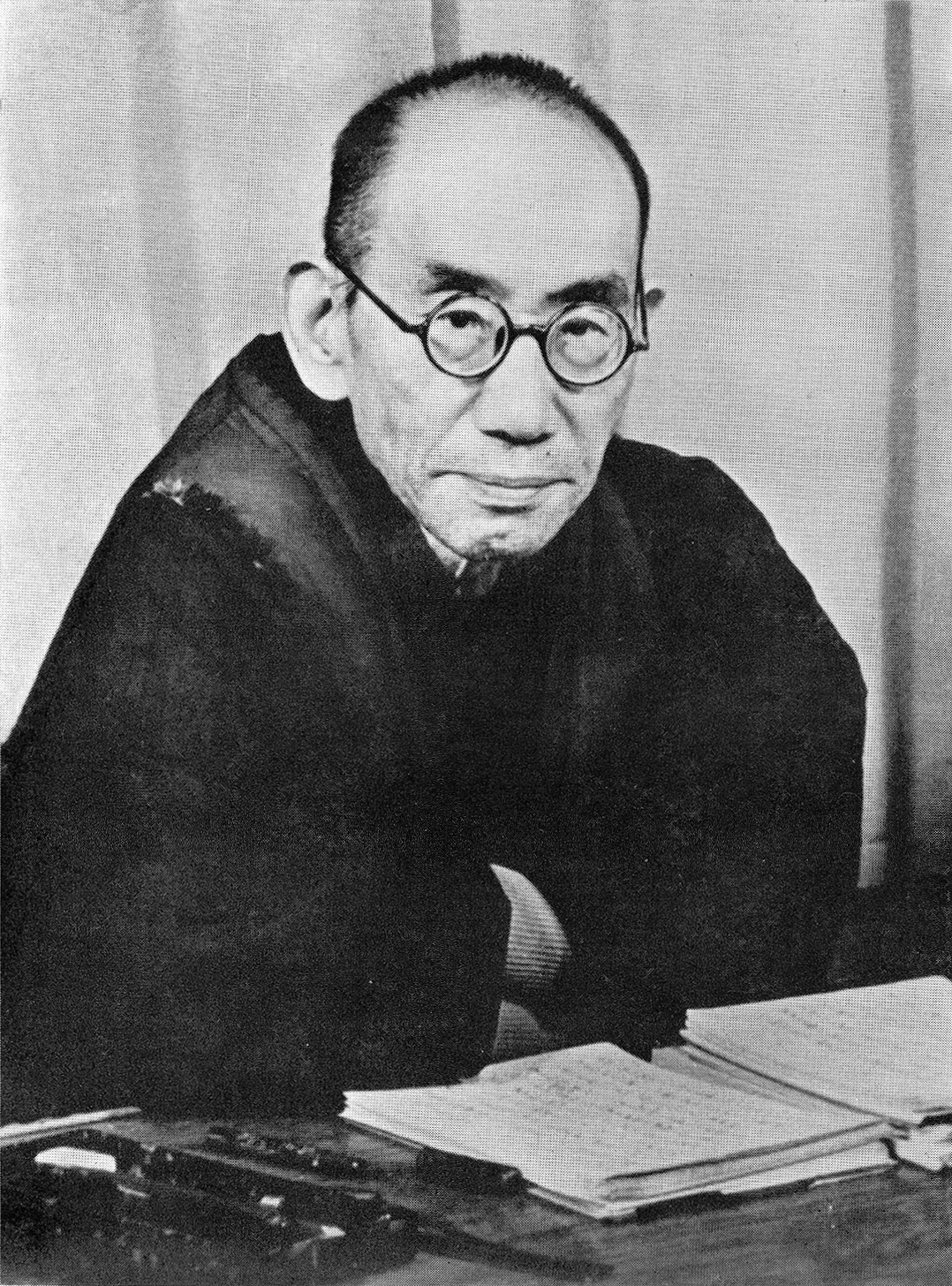
1943年撮影

「絶対矛盾的自己同一」は後期の西田哲学の根本となる思想である。西田の前期の主著である『善の研究』で行為的直観の世界、もしくは芸術的制作（ポイエシス 希: poiēsis）を行う世界を「歴史的実在の世界」とよんでおり「純粋経験の世界」の発展形態である。前期においては「絶対矛盾的自己同一」と同じ内容をあらわす用語として「逆対応」であったり「逆限定」といった用語を使っていた。
「絶対矛盾的自己同一」は西田によって提唱された「絶対弁証法」

において、ヘーゲル弁証法の「媒介」概念に対比されるような位置にあるが、西田のこの絶対弁証法概念では対立の解消を否定しているという点でヘーゲルの「媒介」とは異なっている。
「絶対矛盾的自己同一」や「場所の論理」を提唱した前後からはじまる後期西田哲学では、それまでの主観主義的な考え方が払拭され、「絶対無」

の場所を介して、主観的限定（主観的個物）と客観的限定（客観的個物）とは相互に働きあい、限定しあうことになる。
歴史世界の中では、主観的個物は全体的との関係の中で他の客観的個物と相互に限定しあい依存しながら、他とは異なる自己同一性（個物が他の個物から区別されて、それ自身としての一貫性を保持すること）を保っている相互限定性の状態にある。
他方で、全体は全体という個物（全体的一）、つまり全体として一つの個体でもある。全体を個物の集合体（個物的多）と限定してそれぞれの個物が存在すると考察すると、全体的一と個物的多の間の矛盾が発生する。このように「場所」的に限定された世界の「全体的一」と「個物的多」のあり方が矛盾的自己同一と称され、なかでも「絶対無の場所」における自己限定が絶対矛盾自己同一と呼ばれる。
典型的な矛盾的自己同一の例としては、自己が「他人の人格を認める」ことにより相互に働きあい限定しあうことで「自己が人格となる」ことであり、その逆で他人が「自己の人格を認める」ことで「他人の人格となるともいえる。同様に、全体と個物、形相と質料、時間と空間、内在と超越等の対概念も、各々が持つ相互補完性において矛盾的自己同一的であるといわれる。また「行為的直観」も「見ること」と「働くこと」との相互補完性において矛盾的自己同一的である。このように、世界では個物と個物が相互に対立しながらも自己の同一性を保っている状態にある。この場合、西田は矛盾対立するものが綜合されヘーゲルの弁証法的な止揚されることで、自己同一になるのではなく、矛盾するものが永久に矛盾しあいながらも、同時に自己同一を保持していると主張している。
この思想を人間の社会にあてはめると、個人（個物的多）は民族・社会（全体的一）に属するとともに、同時に個物的多によって全体的一を変化させる可能性をはらんでおり、時としての絶対矛盾的自己同一性は創造的・形成的端緒を含むことになる。
その後、絶対矛盾的自己同一性は具体的問題に適用され宗教論において、絶対の無であるがゆえに絶対の有であるとする「即非の論理」の説明に適用されたりもした。

## 詳細

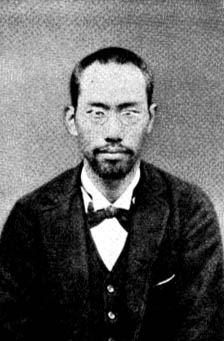
西田幾多郎
1903年

以降で論文『絶対矛盾的自己同一』を章別に考察する。
神尾和寿は章別のアプローチではなく、
- １. 前提となる「弁証法的世界」における自己形成の論理と対照しながら「作られたものから作るものへ」[引用 5]という主導的なモチーフをとりだす。
- ２. そこから見出される「世界」の重層的な自己矛盾の相互関係を追求する。
- ３. 「世界」が自己形成されていく活動のありようが「表現作用」にふさわしいかどうか。
- ４. 自己形成される「世界」の性格は「種」と呼ばれるにふさわしいかどうか。

といったアプローチを採用している。

### 第一章
論文『絶対矛盾的自己同一』の第一章は岩波書店の西田幾多郎全集（増補版）の147頁から168頁にわたっている。この章の冒頭で「絶対矛盾的自己同一」の定義が示される。現実世界においては個物と個物が相互に関わり合う世界であり、相互に関わり合うことで個物は個物自身を普遍化することが出来る。個物自身を普遍化するということは「個物的多＝全体的一」を意味するので、個物が個物自身を否定することになる。現実界ではこのような個物の相互作用によって成立しており、個物同士が相互に矛盾対立するとともに世界は世界として世界自身の自己同一を保持している。よって、現実の世界は絶対矛盾の自己統一の世界であると西田は定義している。
真に具体的な世界とは、多数の原子の相互作用によって構成される「他対一」の物質的世界でも一度限りでありある、目的に向かう合目的性はあるが必ずしも創造的でない生命的世界でもなく、歴史的世界が具体的世界である。
歴史的世界とは「一即多・多即一」の絶対矛盾の自己統一の世界であり、限定もなく永続的な自己創造の世界である。
歴史的世界は過去からも未来からも決定されるような合目的的世界ではなく、現在の一瞬が自己自身を限定していくという世界である。自己自身は単に自分のことだけではなく、過去から時代を貫いて未来にまで生きていく人類全体を指す。
西田の時間論によれば過去と未来は現在に包まれており、過去と未来という矛盾的自己同一として時間が成立するとしている。
この時間論から時は「多対一」の矛盾的自己同一によって成立しており、時間的連続に焦点を当てると「非連続の連続」であり、空間的場所に焦点を当てると「永遠の今の自己限定」と呼ぶことが出来る。
現在から見ると過去と未来は反対方向にあり、過去と未来は単純に結びついているのではなく両者は相互否定的に一となって結びついており、現在の一瞬において、「無限の過去と無限の未来」、「多と一」、「空間と時間」が絶対的自己同一的に結びついているといえる。

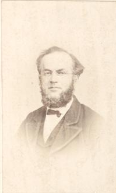
ノアレ

西田によると歴史的世界は行為的直観的に自己形成していく世界であると考えており、行為的直観の本質をあらわすものがポイエシス（芸術的制作）であると主張している。ポイエシスにおいては「見ることが作ること」であり「作ることが見ること」である。これは芸術家が行為的直観的に作品をポイエシスしていくように、歴史的世界も「作られたものから作るものへ」と絶対矛盾的自己同一的に自己自身を形成していく。こうした歴史的現実界を生物的自然に対して歴史的自然と呼ぶ。
「作られたものから作るものへ」の世界は過去から未来に因果の法則に従って過ぎていく世界でもなく、未来から過去へ合目的に過ぎていく世界でもない。もちろん、芸術家だけが歴史的世界に存在するわけではなく我々もそこに存在しており我々も形態は別として創造的に物を作るホモ・ファーベル（英語: Homo faber）である。作られたものは独立し逆にものが我々を作り、環境を変化（制作する）させるのも我々であるが変化した環境によって我々も変化（作られる）していく。このような制作活動をとおして自己そのものが認識できると述べており、人類史に道具が果たした役割についてのルートヴィヒ・ノワレの理論が援用されている。

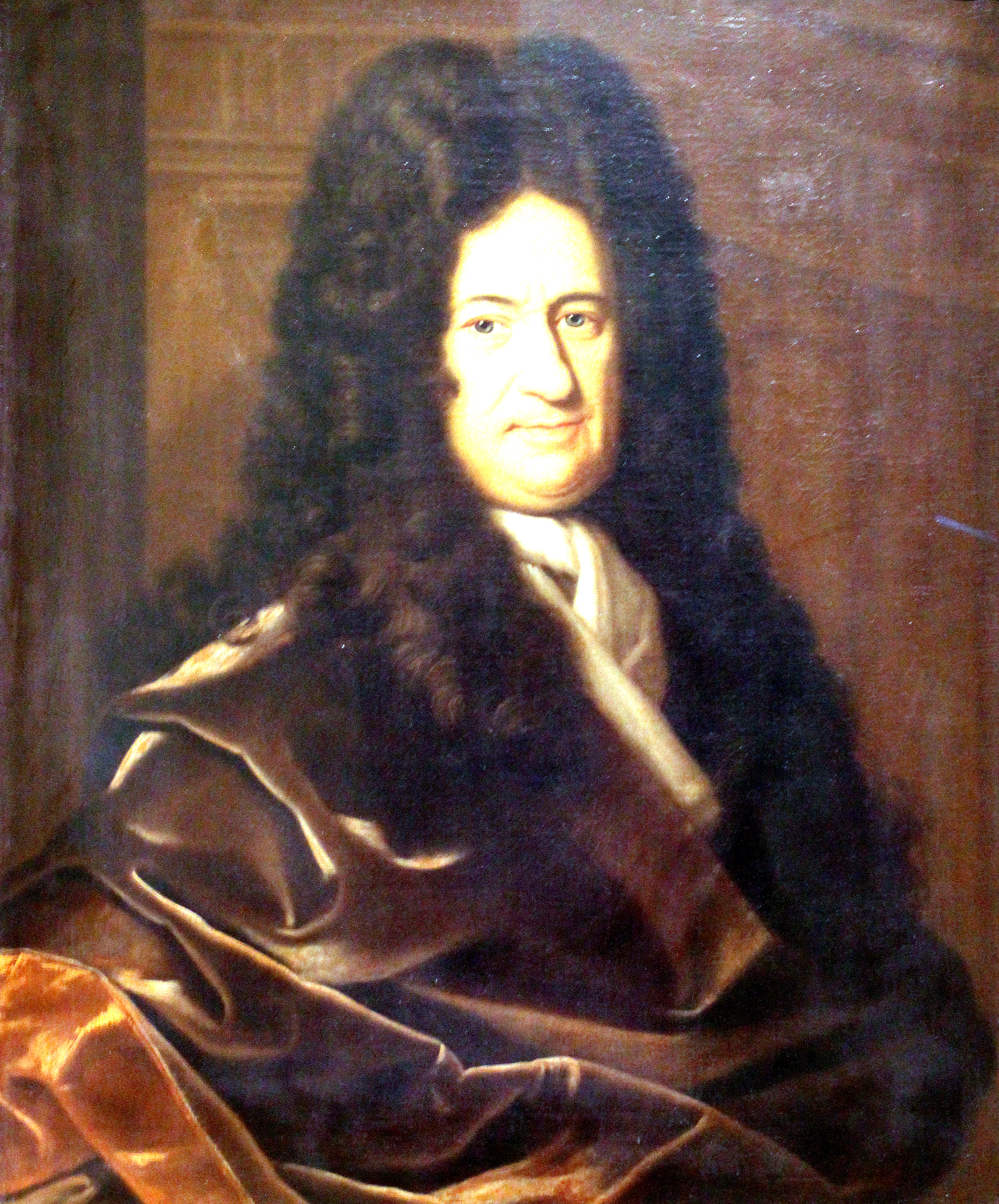
ライプニッツ

歴史的世界は主体と環境が相互に対立し、主体と環境が相互に限定しながら矛盾的自己同一的に自己を形成する世界であるが、主体が環境を限定するには主体が自己否定し自己が環境の一要素となる必要がある。換言すると、環境を限定するとは自己自身を一般化・普遍化することであるといえる。機械的な物質的世界や合目的な生命的世界には、個物は自己自身を限定する存在にはなり得ない。このような世界を西田はライプニッツのモナドの世界に類するものと示唆している。
また、歴史的世界の自己形成は静的なものではなく動的な性格を持つ。物質的世界の自己形成は機械的因果的であり、生命的世界の自己形成は本能的合目的である。歴史的世界の自己形成は欲求的意識的である。意識的であるということは自己否定要素を含んでいると考えられ、このような事態を西田は行為的直観の観念で説明している。
歴史的世界での自己形成は絶対矛盾的自己同一に行為的直観的に自己を創造していくのであるが、その創造自体が「形が形自身を限定していく」ことであると述べている。この「形」は動的で創造的な性質を持つ。
次に生物的身体と歴史的身体との異同について、生物的世界は本能のままの世界であり生命には真の意味での意識を持たないと考えられるため、動物は対象を真に見るという力はなく環境の中に埋没している存在である。歴史的世界においては個物は意識的であり対象を真に見ることが可能であり、歴史的世界における個物である歴史的身体は対象や環境と相互に限定される。言い換えると、環境を作っていくとともに環境によって作られていくといえる。

ベルクソン

環境と主体が相互限定することで成立している歴史的世界は、因果律に支配されている物理的世界や合目的未来によって支配されている生物的世界とは異なり歴史的世界は自由で創造的な世界である。単なる生命体は空間的な世界であり環境にしばりつけられており、そこには真の創造というものは存在しない。真の創造を考える時に必要なのは時間である。ここでいう時間はベルクソンが主張する「純粋持続」的なものである。しかし、西田はベルクソンの純粋持続には現在が無いと主張する。現在を考えると非連続的なものを考慮する必要があり、現在の一瞬一瞬は独立したものでありつつ一瞬一瞬が連続的に結びついている非連続の連続という関係である必要がある。環境と主体の相互限定は非連続と連続をとおして初めて考えることが可能となる。
これまで考察してきたように、物理的世界、生物的世界、歴史的世界の三種類が考えられ、それぞれの世界にそれぞれの生産様式があると考えられる。物理的世界では同じものが何度も繰り返される直線的進行の世界であり厳密には生産でもなく生産様式と呼べるようなものでもない。生物的世界では生物界における生産様式はヘーゲルの論理学の「即自（アン・ジヒ）」の段階であり生物種が世界の中で一瞬一瞬自己を生産・再生産していくという意味で時が直線的であると同時に円環的に流れると言え、ここで時は初めて形を持つことが出来る。しかし生物的世界では主体は環境から独立していない存在である。歴史的世界では主体と環境が自己否定的に限定しあう非連続の連続の世界であり、一と多の矛盾的同一としての現在、その現在の一瞬一瞬が生産的かつ創造的である。歴史的世界では生産されたものが過去のものとして葬り去られるのではなく、葬り去られたものが新たに生産するべきものを生産する世界である。
絶対矛盾的自己同一世界の進展を歴史的生命の弁証法ととらえて考察すると、過去が所与のものとして「定立」
の段階であるとするなら、その過去を決定したそのものの自己否定として未来を指すものが「反定立」される。そして、この過去のものと未来のものとの間の矛盾対立により新しい世界が創造される。それが「綜合」の段階であると考えられる。この場合過去的なものと未来的なものの矛盾対立が大きいほどより大きなものが創造される。新たなるものが創造されることは、過去のものがなくなるわけでなく、過去のものによって新たなるものが創造されるのであり、これが弁証法で言うところの「止揚」に該当する。また、歴史的現在においては過去と未来とが矛盾的自己同一しており、現在の内に無限の過去と未来が含まれている。
この章の最後では、歴史的世界における主体的個物の特質を論じている。西田の命題である「作られたものから作るものへ」進化する歴史的世界では主体的個物によって環境は作られるものでありつつ、環境は主体とは独立し主体に向き合いどこまでも主体を否定していく。自らが作った環境によって主体的個物は限定され否定されて死んでいく。この個物が永遠に生きていくには常に自己を更生していく必要がある。自己を更生するとは自己を歴史的世界の歴史的種として自己の行為や働きに世界性をもたせることが必要であると結論付けている。

### 第二章

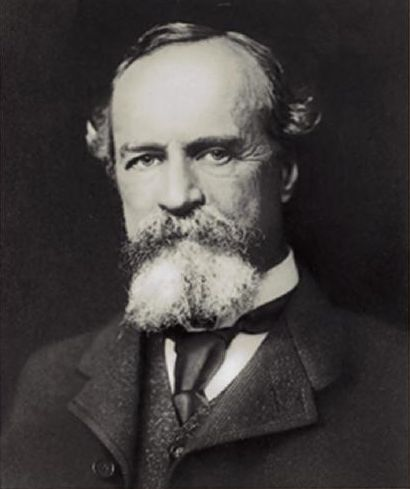
ジェームズ

論文『絶対矛盾的自己同一』の第二章は岩波書店の西田幾多郎全集（増補版）の168頁から187頁にわたっている。この章の冒頭では歴史的世界の自己形成作用がポイエシスおよび行為的直観との関係について論じている。直観は静的受動的であると考えられるが、西田はつねに直観を能動的で積極的なものとして考えている。初期の西田哲学では（知的）直観は心境的心理的性格が強かったが、後期西田哲学の（行為的）直感は歴史的形成作用として考えられるようになり行為的制作的傾向が顕著になった。
世界の自己形成について個物の側に焦点をおいて考察する場合、世界が形から形へ自己自身を形成していく際に個物の働きはないと考えること出来る。しかし西田は世界が自己を形成していくという形は個物と個物の相互否定的統一として現れると主張している。個物と個物の相互否定的統一は個物の自己表現であり、性格や個性が自己表現の形に該当する。
我々の自己とは超越的な実体ではなくその時々の我々の意識的自覚的な働きの連続が自己であると述べている。
また、西田はジェームズの「意識の流れ」を流用して「作用の流れ」と表現している。作用の流れは非連続の流れであり、西田は単に実体として自己を見ることを否定しているだけでなく自己を意識統一として考えることも否定し、作用的統一として考えており「行為的自己の立場」を示している。
次に行為的直観的に物を見ることと、ヘーゲルの概念的に実在を把握することやマルクスの生産様式には、世界全体を映すという共通の特徴があると述べるとともに、行為的直観が受動的なものではなく表出即表現として能動的であることを強調している。

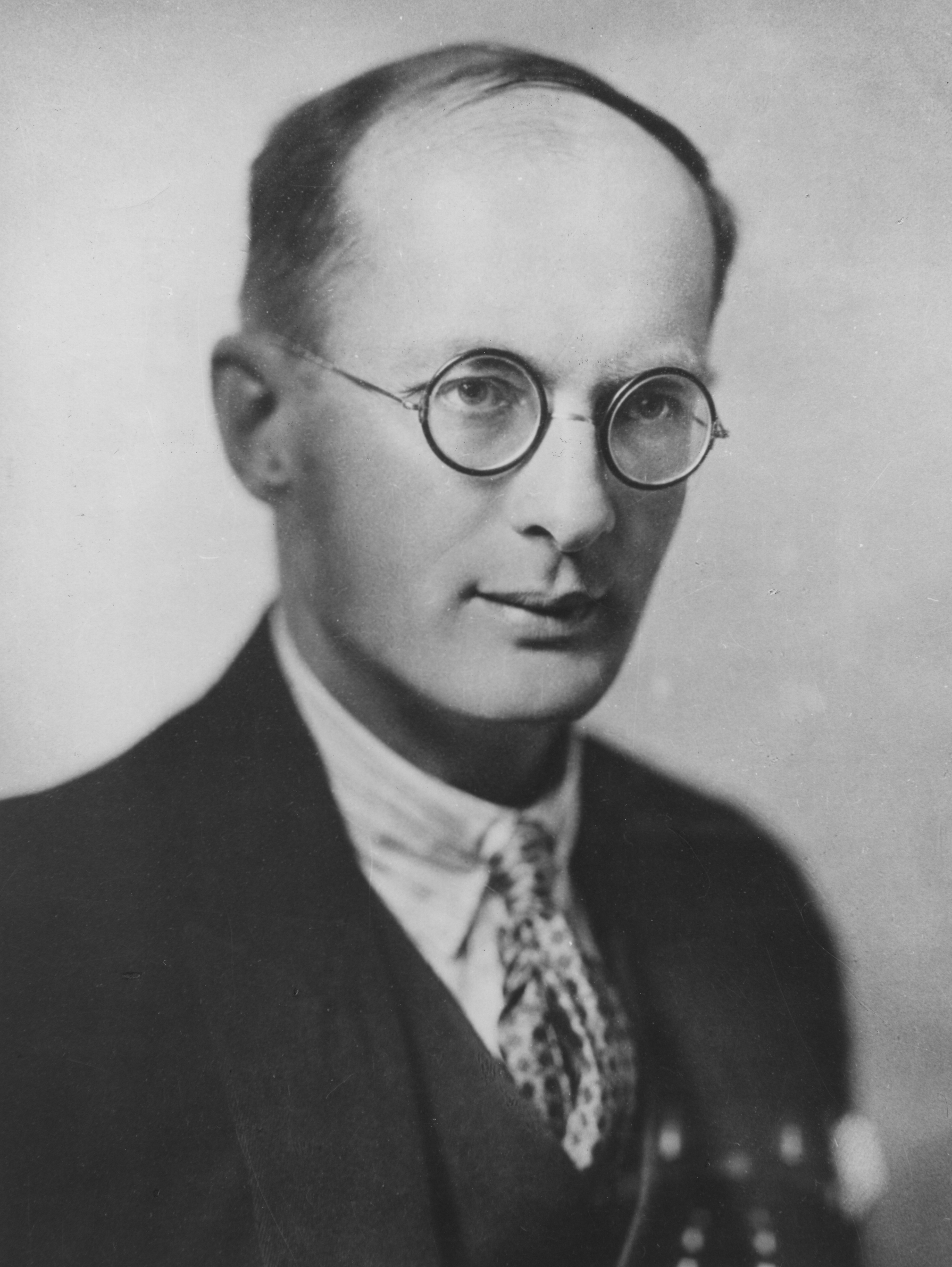
マリノフスキ

ついで動物の社会と人間の社会の異同について考察をしている。人間は「作られたものから作るものへ」と自己を形成していく歴史的世界の住人であり社会を持つという社会的性格を有している。人間以外の動物も社会を持っているが、動物と人間の社会は根本的な違いがある。西田は動物と人間の社会の差異は本能と文化に起因しているとしている。本能はひとつの種に共通するところがある行動の形態である。動物社会における共同作業はこのような本能の変形もしくは本能の適応と考えることが出来る。対して人間社会においては、原始的な社会であっても社会の中での共同作業には個人性という性質が見られる。動物の行為は単に「作られたものから作られたものへ」であるのに対して人間の行為は「作られたものから作るものへ」の世界である。動物は本能的であり環境に適用する能力があるが、歴史的身体である人間は欲求的であり表現的形成的であり本能を抑圧するという側面を持つ。したがって、そこには罪や禁忌（タブー）の意識が存在する。西田はマリノフスキの原始社会における性の抑圧や犯罪や慣習に関する理論を手がかりに、両者の差異は本能と文化の違いと論じている。本能と文化の違いを具体的に考察すると厳密な意味での道具を持つか持たないかという違いが人間と動物との差異としている。道具を持つことは物を対象化することが出来るということであり、物を物として捉えることができる能力を備えているということである。西田の世界観によれば、主体と物がポイシエス的に「作られたものから作るものへ」の関係にあるといえる。歴史的世界は行為的直観的よって自己を形成していく。その瞬間瞬間が永遠なものに接触している、もしくは絶対的なものに接触している言われてきたが、それは宗教的な性格のものとしてとらえられ、マリノフスキやロバートソン・スミス（英語: William Robertson Smith）やジェーン・エレン・ハリソンらの原始世界や古代世界の宗教に関する学説を引き合いに出しながら、世界の表現的な自己形成は宗教的な性格を本質的には持っており、それはデモーニッシュ（悪魔的）要素があり、これまで動物的世界が本能的であるのに対して歴史的世界は欲求的であると定義していたが、ここでは悪魔的な性格を強調している。
この章の最後では再度歴史的世界が持っている社会的性格について考察している。生物的世界は自己形成的主体として生物的身体を持つように歴史的世界は自己形成的主体として歴史的身体を持っているが、歴史的身体とは具体的には社会であるととらえ、私と汝の人格的対立は社会的関係から発展するものととらえた。一般に西田哲学は「個物」と「世界」、「個」と「普遍」、「多」と「一」の関係で考察されることが多いが、ここでも「個」と「特殊な社会の関係」や、「個」と「個」の関係を念頭に置いて歴史的世界の自己形成作用を考察している。このような社会的性格を持った歴史的世界の根底には宗教的なものがあり、歴史的世界は宗教的なものによって基礎づけられている。
現実の世界は矛盾の世界であり矛盾の立場からは矛盾は解決されない。絶対矛盾的な現実界においてはその根本に自己同一的なもの、つまり、宗教的なものを持つことによってのみ矛盾は解決されると結論づけている。この結論からあらゆる学問・道徳の根底には宗教がなくてはならないというのが西田の考えである。

### 第三章

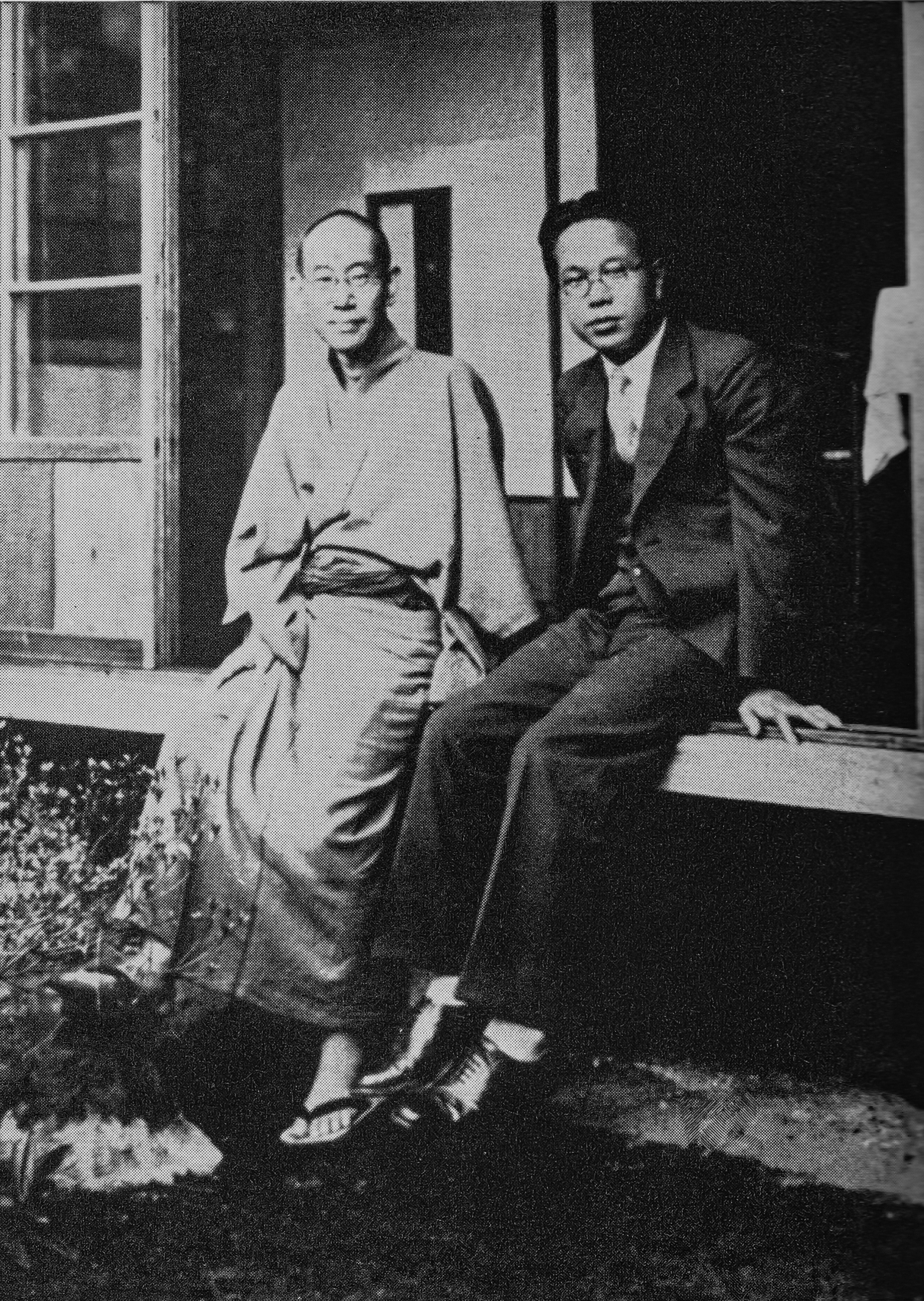
西田と三木清1935年

論文『絶対矛盾的自己同一』の第三章は岩波書店の西田幾多郎全集（増補版）の187頁から207頁にわたっている。章の冒頭では歴史的世界が持つ課題が示されている。歴史的世界は自然科学的世界と違い所与の世界ではなく、我々に対して課題として与えられた世界であり課題の解決を迫る世界であると述べている。「圧力を持って挑み来る」、「生死を問う」「我々を殺すもの」と言った強い言葉で表現されている。これは矛盾的自己同一の世界が持つ矛盾的側面を強く表現したものと言え、歴史的世界における自己が行為的自己であるとともに行為的自己に相対する歴史的世界は具体的で個性的であることを強調している。また、自然科学における知的自己は一般的かつ普遍的な性質を持つが、歴史的世界における行為的自己は個性的かつ唯一的であるとも述べている。ついで種について考察をする。西田は種を世界が自己自身を形成する「形」と考えている。作られたものから作るものへと世界が自己自身を形成するいろいろな形について、マルクスの「生産様式」やヘーゲルの「概念の自己展開の形式」らが種であると主張している。このような形は恒常的に矛盾的自己同一的に自己を展開していくので種は恒常的に動揺し変化する存在である。ベルクソンの「創造的進化」を念頭に、西田は歴史的種も生物的種も固定した種ではなく、種の内部に同様と変化を含んでおり、そうした内なる矛盾を架け橋として弁証法的に種は進化したと論じている。歴史的生命の創造性とは我々が単純に習慣に基づいて働くことではない。単純に習慣にもとづいて働くことは種の死を意味し、行為的直観的に働くことによってのみ創造性が生まれ個性的に働くことが可能となる。真に個性的で創造的であるには絶対の無境地で一瞬一瞬を深く生きることが必要であると説いている。
歴史的世界における我々個物の行為は行為的直観的であるとともに矛盾的自己同一を媒介とするものである。行為の使命は行為的直観的で矛盾的自己同一を媒介にしたところに生じる。具体的な個物の行為の役割は我々の外界が自己に対して課題として与えられその課題の解決を外界が我々に対して強要してくる。行為の使命はカントの道徳法則に従うことではなく自己を越えたものが行為的直観的に我々の内側からではなく外界が我々に求めるものであると述べている。歴史的世界は我々に対して課題を与え我々はその解決を要求されるが、我々の自己は時として歴史的世界の要求に逆らい恣意的に行動しようとする悪魔的な側面を持っており、これを「抽象的自由」もしくは「意識的自由」と西田は呼んでいる。そのような自由を人間は持つが故に絶対矛盾的自己同一的な世界において創造的になれる。
概念知識も行為的直観から生ずると西田は主張している。「概念」（独: Bragriff）の由来は「物をつかむ」（独: Begreifen）であり、概念的に物事を理解するということは行為的直観的に物を把握すると解釈でき、行為することによって見ることができるということになる。我々の有している知識は物を作るという行為を礎にしており、ものを作るということは手の動きが重要となる。
概念知識は、自然科学における知識が物理実験と切り離して考えることが出来ないのと同様に、社会におけるポイエシス的行為（制作によって行為的直観的に生産様式を把握すること）と切り離して考えることはできない。また、概念知識は歴史的な時間の中で発展してきたものであると主張している。
西田哲学は重層的内在論の立場に立っている。西田の重層的内在論においては、種々の世界の存在が想定されているが、種々の世界は全く別の世界として存在するのではなく、内側に内側にと何重にも折り重なって存在しているとしている。折り重なった根底にあるのが歴史的世界であり歴史的世界は最も根源的かつ具体的な世界であると論じている。歴史的世界の正反対の世界は物理学的世界であると考えられる。なぜなら物理学的世界は行為的直観的な創造作用が最も少ない世界であり、物理学的世界では矛盾的自己同一的現在が形になる可能性がない、非創造的な生産様式が繰り返される世界として特徴づけている。

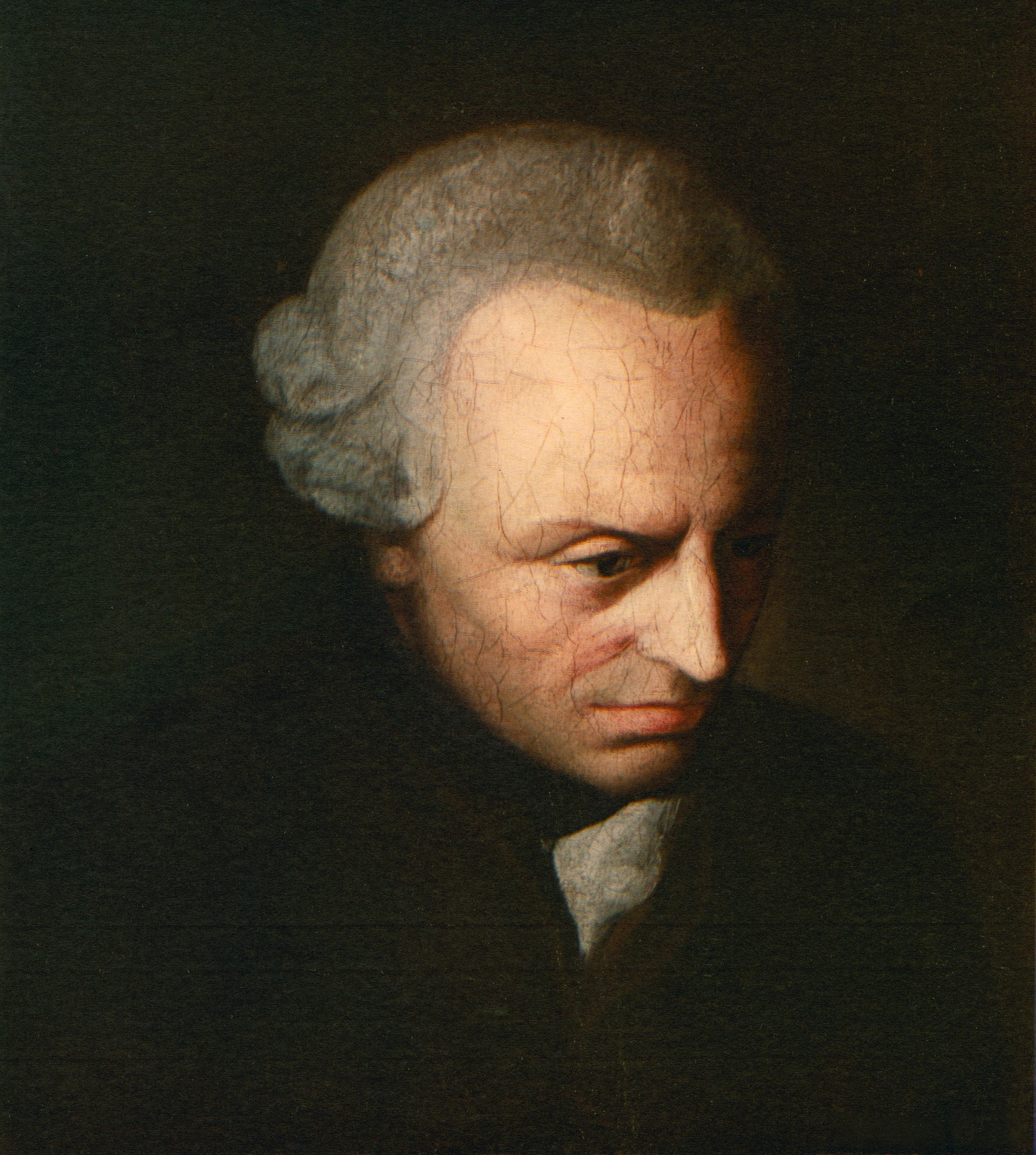
カント

我々自己は世界と対立するものではなく、自己は世界の構成要素であり世界が自己形成する際の創造的要素である。つまり、自己が働くことは世界の要素が働くことであり世界の働きである。このため我々の自己の行為的直観的もしくはポイエシス的な働きは世界の自己形成であるということが出来る。行為的直観的な世界と形式論理学的世界もしくは意識面的な世界の関係は、各々が対立する関係ではなく異なるものでもないとも論じている。西田によると行為的直観的な世界を意識方向に抽象化していくと、その極限で記号的世界（記号論理学）形式論理的世界に到達するとしている。行為的直観的な世界が形式論理的世界に到達するということは、論理的世界も行為的直観の中に含まれると西田は論じている。歴史的世界における形成の作用が西田用語の「弁証法的一般者」の自覚的限定として成り立つように、すべての知識は具体的一般者の自己限定として成立する。西田の認識論的な考察では、知識はカントの言うように直感と概念が結びついて成立するものではなく、知識は自己の中に自己を包み込み知識を自己の一部として表現することである。そのような世界では共通事項として、一般者が個物（特殊な個物）であり個物（特殊な個物）が一般者であるという相即的な関係が成立しなければならないと論じている。
論理的もしくは認識的世界は行為的直観的世界と対立した関係ではなく、認識的世界は行為的直観的世界の抽象的側面であると西田は主張している。この前提に立てば我々の知識作用はそれがどのように抽象的であったとしても、行為的直観的世界を離れることはできない。認識が客観的であれば有るほど行為的直観的世界を離れる事はできない。どのような認識作用も歴史的世界の自己形成の全ての経緯と切り離して考えることは不可能である。認識は歴史的な生命の営みから生じるものであり、歴史の流れの中の一部分を切り出して認識を考えるのは間違いであると主張している。

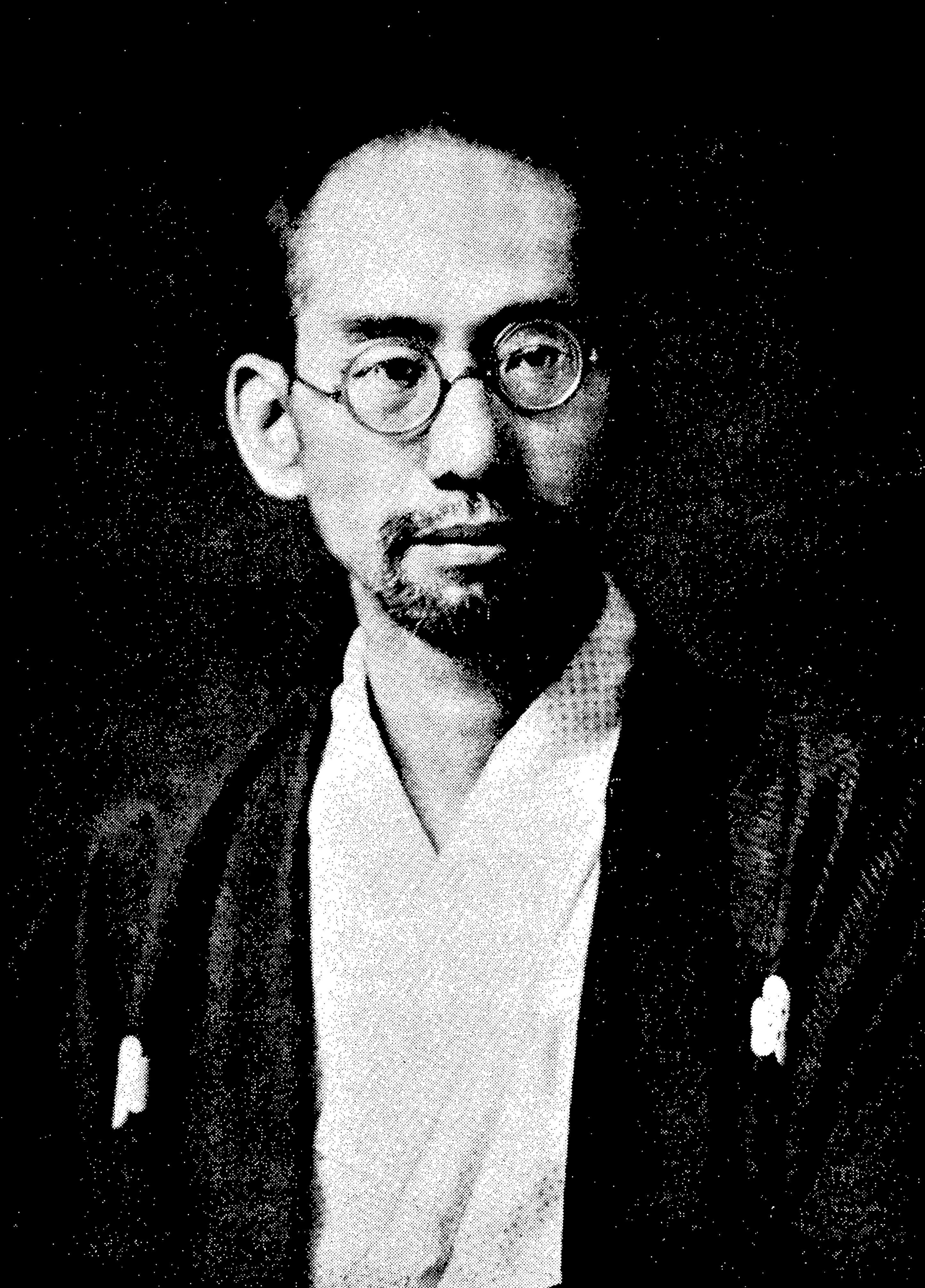
1916年頃の西田幾多郎

一般に行為的直観とは、直観から直観へと単純かつ受動的に移行していくように考えられがちであるが、行為的直観には個物と世界、直感と行為の激しい対立が存在する。主観主義における主観と客観の対立以上の対立が存在する。行為的直観は無限の過去からの歴史的背景を持った課題を、現在の我々の自己に対して解決を迫ってくる。西田哲学的では世界が表現作用的に我々を動かし駆り立ててくる。そのことが、物や世界が我々の眼前に現れることの意味であると主張している。そして我々は課題解決のために行為を行う。課題解決のために行為を行うということはすでに対象世界の中に組み込まれていることを意味し、自己の行為は自己から生じるのではなくて世界から生じるといえる。これが行為的直観の意味であり、「物となって見、物となって行う」ことの意味と論じている。直観というものは受動的観想的なものではなく、我々を行為へと駆り立てるものであるとともに魂の根底をまでに影響を及ぼすものである。歴史的世界は「生か死かの戦い」の場であり単に我々の存在を否定するばかりでは無く、我々の魂までも否定するものであるといえる。このため歴史的世界は苦悩の世界でありといえる。直観は単なる「心象」や「夢想」のようなものではなく、自己を根底から揺さぶり動かす行為的な性質を持ったものであると強く主張している。
過去と未来についての相互否定的な相即的関係について、過去の側「作られたもの」から見ると過去は既に過ぎ去ったものであるにも関わらず、これから生まれようとしているものを決定づけていくため過去は自己否定的に未来となると主張している。このように過去の「作られたもの」としての世界は我々の自己を揺さぶり行動へと駆り立てるものである。世界は単に「あるもの」でもなければ「与えられたもの」でもない。世界は「作られたもの」であり「作られたもの」から「作るもの」作っていくという世界であり、世界は表現作用的であり直感的であると論じている。
この章の末尾では直観が持つ抽象論理的要素について以下のように論じている。世界を見ること（直観）と世界を形成すること（行為）との関係は密接に関わり自在に助け合い融合（相即）していることを意味する。しかし直観は単なる「心象」や「夢想」のようなものではなく、自己を根底から揺さぶり動かす行為的な性質を持ったものであるため、世界は当為的規範的に我々自己に迫ってくる。ということは世界によって自己の創造的行為が奪われることとなり世界が非創造的になることを意味し世界の自己矛盾が有ることになる。西田は我々の行為する自己はこのような世界の自己矛盾から生じていると主張している。行為をする自己は世界の創造的要素であるが、自己の具体的な創造活動は一面では世界が有する自己矛盾という否定的な要素によって媒介されている。

### 第四章
論文『絶対矛盾的自己同一』の第四章は岩波書店の西田幾多郎全集（増補版）の207頁から222頁にわたっている。前章からの繰り返しになるが、直感的に与えられたものが論理的に我々を動かすのは矛盾していると考えられる。常識的に考えると直観的なものは不合理なものであり論理を否定するものと考えるのが妥当である。しかし、そう考えるのは知的自己の側から考えているからに他ならず、行為的自己の立場から見れば我々に与えられるものは単に有るものとして所与として与えられるものではなく、表現作用的に自己に迫りくるものであるといえる。そこには、当為的、規範的、普遍的、法則的な要素を有しており直感的なものは論理的要素を有していると主張している。
マリノフスキの研究にも有るように、未開人の行動様式は集団感情にだけ支配されているわけではなく、法や掟や慣習を破ろうとする自由な個人意識を未開人も持っており、文明人と何ら変わりがないことからも明らかである。未開人社会ではトーテムやタブーと言った極度に束縛された環境にあるにも関わらず、個人の自由があると主張している。このように「絶対過去」から「絶対未来」に向けて我々の自己は行為的直観的かつ創造的に世界を形成していくと主張している。

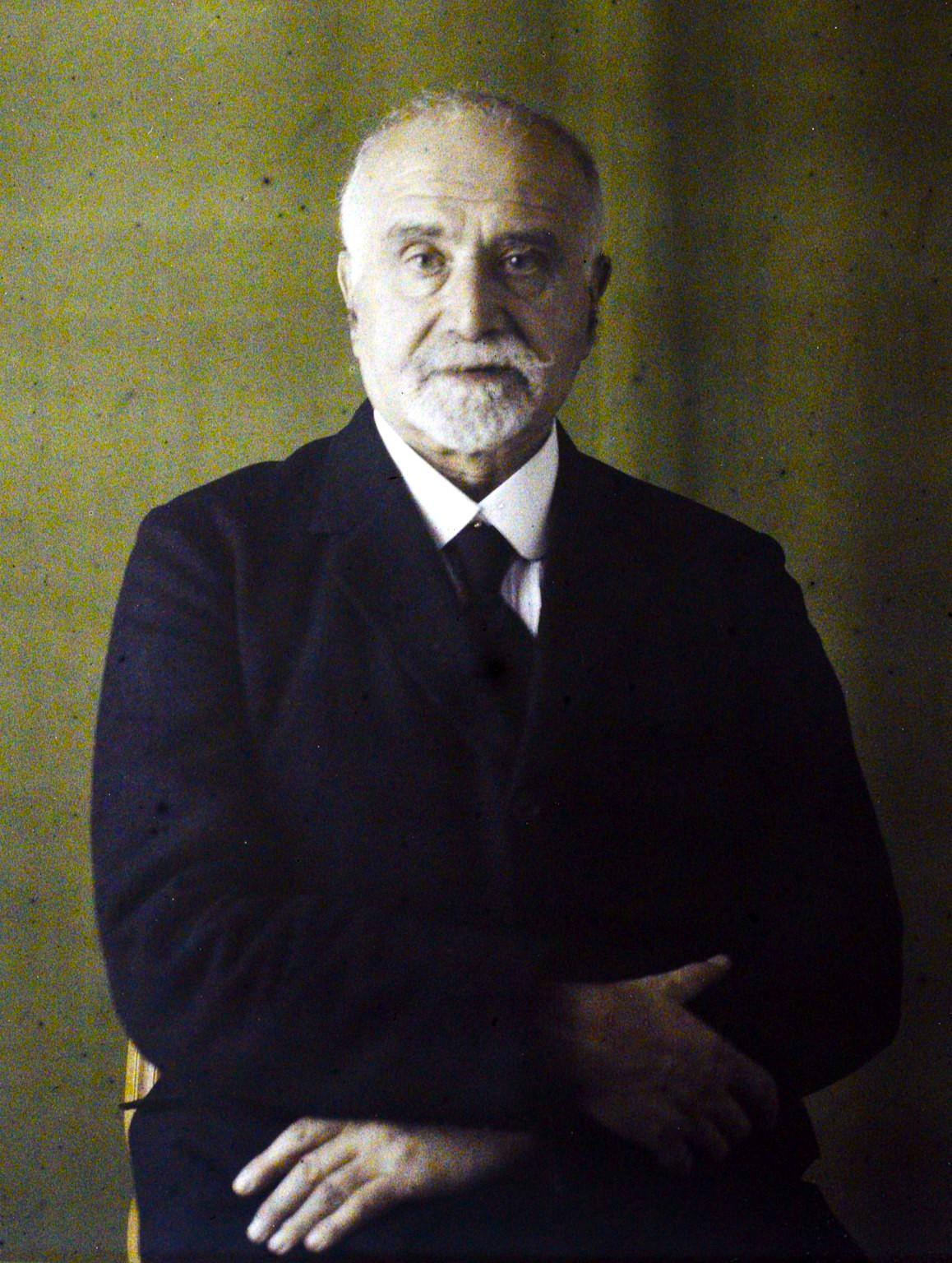
ブリュール

歴史的現実界が強迫的であるのはこれが社会的因習による要請であり、論理的に間違っていても我々の存在が歴史的・社会的・種的である限り、本質的に強迫を受け入れざるをえないのであり、ブリュールの主張する論理以前（融即）に該当する。こうした現実に直面しながらも我々は単に従決定されてゆくのではなくあくまでも創造的世界の創造的一要素として、絶え間なく行為的直観的に、つまり「作られたものから作るものへ」的に歴史を形成していいくことになると論じている。ミトス的・因習的なもの換言すると絶対過去に当たるものと、ロゴス的なものである絶対未来が衝突する現実の絶対矛盾的自己同一において世界は普段に形成されていくと主張している。
歴史的世界から我々が与えられたものは、単に与えられたものではなく歴史的に作られたものであり生命の深い奥底にまで根付いているため、我々は容易にそれを否定することができない。このような非合理的なもの（抽象論理的なもの）を否定することによって、我々は合理的なもの（具体的論理）を形成することが可能となるが、そこには常に非合理的・抽象論理的なものを否定する媒介として絶対矛盾的自己同一が必要である。つまり絶対的自己同一的に世界が自己自身を形成すると論じている。

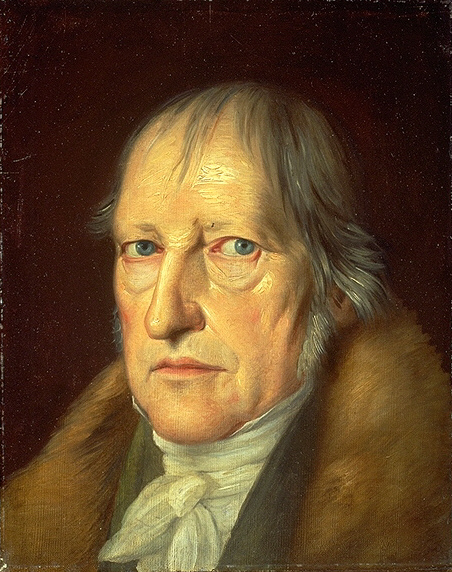
ヘーゲル

ヘーゲルは人格がイデア的存在になるためには外的な何か物を所有することが必要であると述べている。
このことについて、西田は具体的人格は歴史的身体でなければならず、社会は「作られたものから作るものへ」という歴史的生産作用の結果成り立ち、自己は自己はこのような矛盾的自己同一的に自身を形成し社会の形成要素になる。人格はこのような見地から考える必要があると主張している。西田は歴史的世界の人格的自己としての「私」と人格的自己としての「汝」の関係について論じている。
「私と汝」とは個人は個人単独で存在することはなく、必ず社会の中の個人として存在する。人類史においても自己自身の成長過程のおいても全ては社会、自己が所属する一つの集団の集団意識から始まるのであって個人という個体から始まるのではない。しかし、社会は個人の力によって変化させることも可能で、変化させられることで新たな社会が形成されていき、この場合個人は社会を超越し逆に社会を限定する。このような世界において我と汝の関係を西田は自覚の立場で考察している。我と汝の関係は単純に「自己と他が一つになる」と言った簡単なことではない。「自己と他が一つになる」と言った場合それは感情移入であり、その場合汝は汝でなくなり自己の一部に取り込まれてしまい「絶対他」になりえず自己そのものになるといえる。このような「私と汝」論を通して歴史的世界の自己形成には行為的直観的なもの、永遠なものの自己形成、イデア的自己形成が含まれている必要がある。このようなイデア的自己形成のきっかけとなるのが文化であり、文化には種的自己形成であるとともに世界指摘形成含まれる必要があると論じている。
同様に国家も世界におけるイデア的自己形成と考える必要があり文化的でない国家は存在しないと論じている。世界は「作られたものから作るものへ」や「絶対矛盾的自己同一」の視点から見ると、全体的一である世界と個物的多である我々自己が真に自己否定的になった世界であり、換言すると、世界が世界という自己自身を形成することが我々の自己が（自己否定を含んで）自己自身を形成することであり、逆にわれれが自己自身を形成することによって世界が世界としての自己自身を形成することであると述べている。そうした世界自身の自己形成過程が「文化的過程」であり世界と我々の自己が行為的直観的に自己自身を創造していく際に真の道徳が生まれると述べている。世界自身の自己形成過程が「文化的過程」であるのであれば、その文化的過程は倫理的である必要がある。また芸術や学問も絶対矛盾的自己同一的な歴史的世界の形成から生まれるのであるから倫理的であると論じている。これに反して真の国家の名前の価値があるものは、所謂正維持を越えたものである必要がある。マキャベリが国家の本質とした「力（独: virtù）」にも創造性があったと考えられる。多（国民）と一（国家）の矛盾的自己同一形成作用として考えると国家はそれ自身が自己矛盾的な存在である。

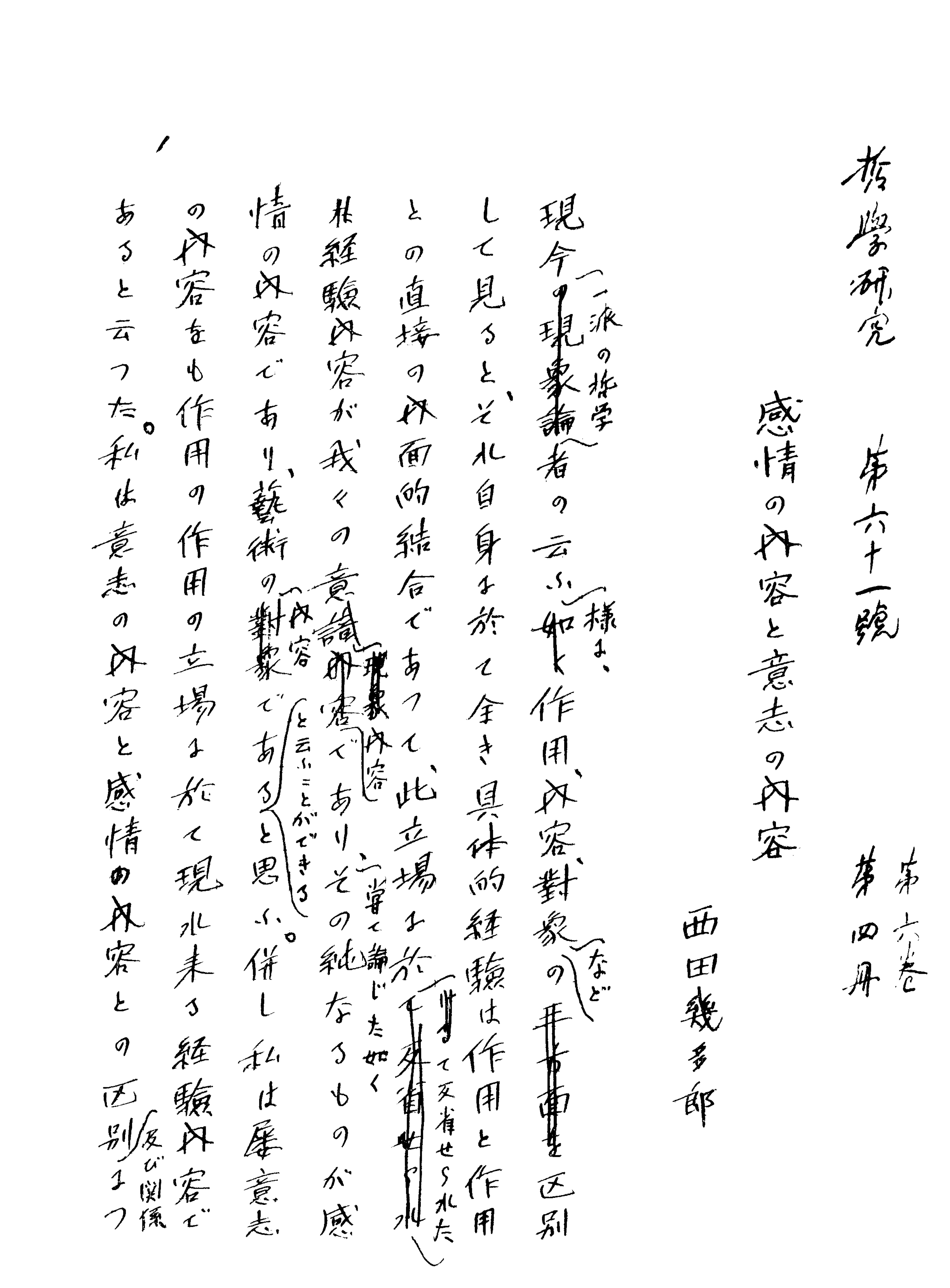
「感情の内容と意志の内容」
肉筆原稿

歴史的世界は「作られたものから作るものへ」と自己を形成していき、自己形成の過程においてイデア的であり直観的である。しかし歴史世界は永遠に今が続く世界もしくは「絶対無の場所」の直接的な具象化として自己同一的世界であるわけではない。絶対矛盾的自己同一的な歴史的世界から見た場合、自己同一は超越的であり歴史的世界と連続的に考えることはできない。このため歴史的世界で見ることが可能なイデア的なものや直感的なものは、永遠でもなければ無変化でもなくて生成変化していく過渡的なものであるといえる。歴史的現実界は一面でイデア的なものや直感的なものを否定する要素を持っている。このようにして絶対矛盾的自己同一的に非連続の連続として自己を形成していくと論じている。
絶対矛盾的自己同一的な世界において自己は自己自身において自己同一を所有するのではなく、自己を超越したものに自己同一を所有している。つまり、自己成立の奥底には恒常的に自己を超越したものが存在している。我々の自己と呼ばれる存在は二重構造になっていて、現実世界と関連すると同時に現実世界を超越した世界である超越的一者や神とも関わっている。このような自己矛盾的性格は歴史的現実界の構成要素が、我々の自己であるため歴史的現実界にも適用される。歴史的世界は自己を超越したものに於いて自己同一を有すると論じている。
歴史世界そのものは自己矛盾的であり、この矛盾は歴史の経過の過程で次第に解決され融和されるものではなく、むしろ逆に一段と昭然となり過激化していくと西田は論じている。この点はヘーゲルやマルクスの思想と異なるところである。また、我々の自己は絶対矛盾的自己同一的な、世界のポイエシス的もしくは行為的直観的な永久に続く中で、絶対的一者や神に近づき結びつくのではない。自己は自己成立の最初の段階で既に神と結びついていて宗教的性格を有していると論じている。また、西田は宗教は学問や道徳の根本を成すものであり、単に個人の心の安らぎを求めるものでもなく、国家道徳と対立するものではないと主張している。学問の根本であるがゆえに歴史的世界における自己形成も根本において宗教的な構造を持っているとも論じている。
歴史的世界そのものが根底に宗教的構造を有しているため、個物的多と全体的一との間の矛盾的自己同一関係が成立する根拠と主張している。西田の主張する「絶対矛盾的自己同一」と仏教の「即心即仏」や「一切即一」の考えと良く似ているところがある。西田は「心」と「物」という二元的な区別の無くなった世界を真実の世界と主張しているのであり、単に心だけが実在であると主張しているわけでも神と我々の自己との神秘的な一致を主張しているわけでもない。自己は歴史的現実界に存在しながら、存在している自己を越えたものにおいて自己同一を有するという、二重構造を有していると論じ「絶対の客観主義」と呼んでいる。

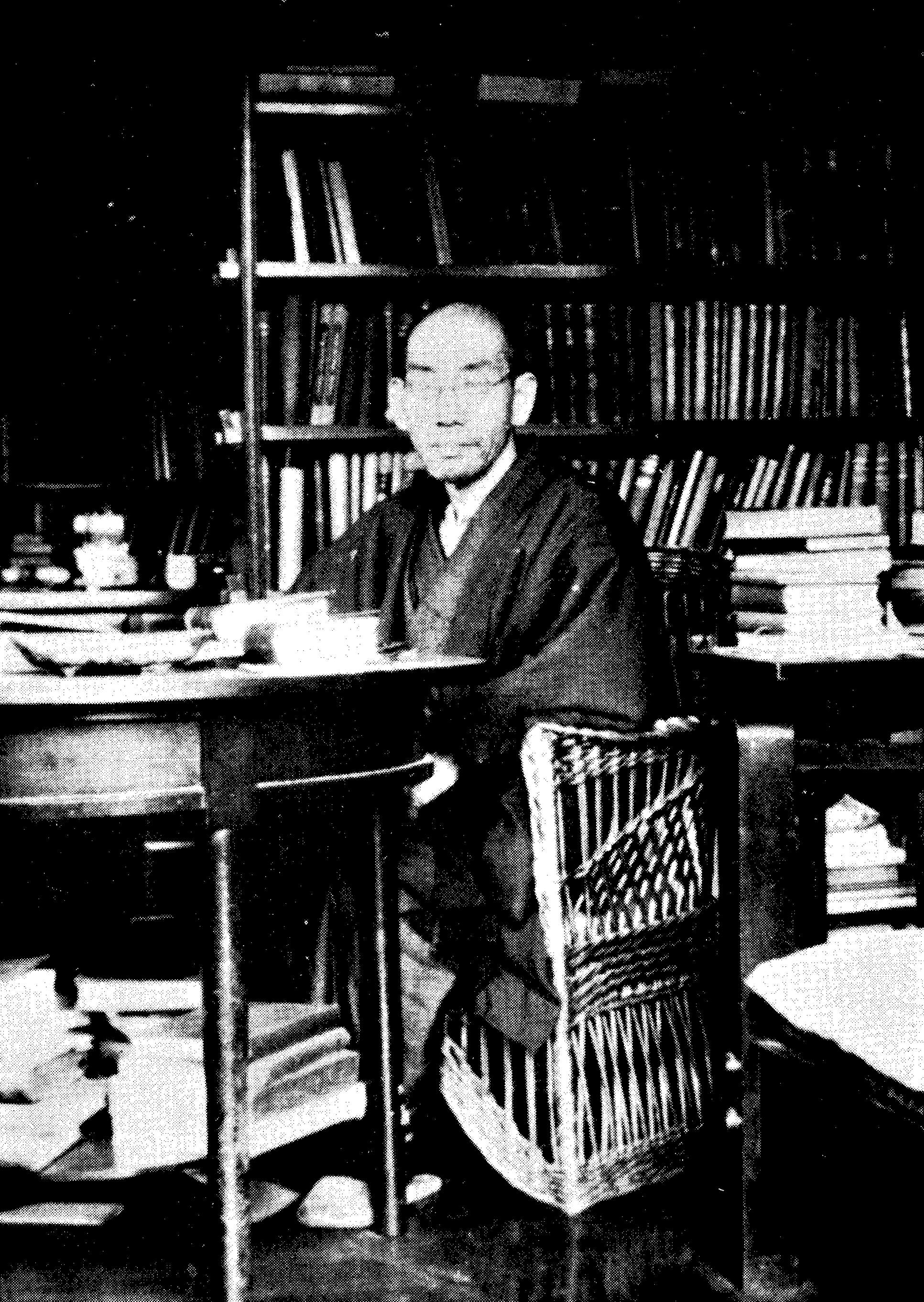
1928年(昭和3年)の西田幾多郎

前述の通り歴史的世界は絶対矛盾的自己同一の世界であり、思惟と実践の間の矛盾的自己同一の関係について思惟とは自己の根底に自己を超越したものがある。それが過去と未来を現在という一瞬において結合しており、思惟の立ち位置は「自己同一の立場」であり「永遠の今」であると主張している。実践とは歴史的世界において我々が背負っている課題である種々の矛盾や対立を解決することであり、それは「絶対矛盾的立場」と言える。このように思惟と実践との絶対矛盾的自己同一も歴史世界であるといえる。歴史的世界には思惟と実践が有るにもかかわらず、実践的側面や自己矛盾的側面を軽視し思惟だけを重視してもそれは単なる知識の場に過ぎない主張しているだけでなく、科学知識の世界や論理的世界を「単なる知識の場」の具体例としてあげているとともに、科学的知識の世界や論理的世界は本来持つべき自己形成的側面をすべて捨て去ってしまった抽象的世界であると述べている。
絶対矛盾的自己同一の世界は自己の内側に絶対矛盾的自己同一とは相容れない「単なる知識の場」である論理的・科学的世界を有しているが、それをを歴史的生命の自覚と認識することが弁証法的論理であること主張している。絶対矛盾的自己同一の世界では推論式的一般者の世界では論理的・科学的世界が存在するが、それは世界を論理的・科学的抽象的な見る見かたに過ぎず、そのような思考では絶対矛盾的自己同一の世界においては自己自身の中に、自己同一性を持つことはできない。
具体的な見かたをすると世界は世界をイデア的に自己形成していく歴史的場所として見ることができ、我々の意識は自己矛盾的に世界の意識となりえる。これは自己の側面から見ると実践することで実在を反映するといえ、世界の側から見ると世界が世界自身を証明するとも言い換えることが出来る。どの側面から見ても知識は実践により歴史的に形成されていき、このように歴史的自覚を持つことが弁証法的論理であると主張している。
最後に西田は、自己の身体は生物的身体ではなく歴史的身体であり歴史的生命であると述べ、歴史的生命であるということは生命は「技術的」であると主張している。技術は道具を使い物を作ることに通じるが、それは自己が環境を主体化することでありイデアの形成の意味が含まれている必要がある。また、自己と環境の間には矛盾的自己同一的関係が含まれている必要がある。このようにして歴史的世界は技術によって「作られたものから作るものへ」と絶え間なく自己を形成していくと結論付けている。